# Ludovica Modugno
Ludovica Modugno (* 12. Januar 1949 in Rom; † 26. Oktober 2021 ebenda) war eine italienische Schauspielerin und Synchronsprecherin.

## Leben
Ludovica Modugno war die jüngere Schwester von Paolo Modugno wurde bereits mit 5 Jahren als Kinderdarstellerin und Synchronsprecherin tätig. Sie spielte überwiegend in Fernsehfilmen und Serien sowie am Theater. Als Synchronsprecherin war sie die italienische Stimme von Glenn Close, Cher, Anjelica Huston und weiterer Einzelrollen.
2009 spielte sie in der deutschen Romanverfilmung Maria, ihm schmeckt’s nicht! von Neele Vollmar die Rolle der „Maria“. 2016 war sie in Der Vollposten als Mutter „Caterina“ zu sehen.
Sie war mit dem Schauspieler Gigi Angelillo verheiratet und starb mit 72 Jahren.

## Filmografie (Auswahl)
- 1960: La pisana (Serie)
- 1965: Il favoloso '18 (Serie)
- 1968: Racconti del cinquantenario della vittoria 1915–1918
- 1969: Italiani! È severamente proibito servirsi della toilette durante le fermate
- 1972: Jeden Sonntagmorgen (Tutte le domeniche mattina)
- 1972: Amiche andiamo alla festa
- 1973: Non ho tempo
- 1993: Cominciò tutto per caso
- 1993: Mille bolle blu
- 1995: Cuore cattivo
- 1995: Camerieri
- 1996: Gratta e vinci
- 1996: Bruno aspetta in macchina
- 1997: Gli inaffidabili
- 1998: Die entfesselte Silvesternacht (L'ultimo capodanno)
- 2000: Un anno in campagna
- 2000: Sulla spiaggia e di là dal molo
- 2001: Una donna per amico 3 (Serie)
- 2001: Territori d'ombra
- 2005: Edda
- 2009: Maria, ihm schmeckt’s nicht!
- 2016: Der Vollposten (Quo vado?)